# Berlé
Berlé (lb. Bärel, niem. Berl) – wieś (Uertschaft) w północnym Luksemburgu, w kantonie Wiltz, w gminie Winseler. Do 3 października 2015 miejscowość leżała w dystrykcie Diekirch. Liczy 134 mieszkańców (31 grudnia 2022).